# Tielmes
Tielmes – miasto w Hiszpanii we wspólnocie autonomicznej Madryt, leżące 42 km na wschód od stolicy kraju. Przez miasto przepływa rzeka Tajuña. Występują tu licznie gleby torfowe przeznaczone pod pastwiska i łąki.